# Struga Węglewska
Struga Węglewska (Węglewska, Struga, Węglówka) – prawobrzeżny dopływ rzeki Prosna. Rzeka ma swoje ujście w okolicach miejscowości Węglewice, w 128,6 km swego recypienta. Źródła rzeki znajdują się natomiast w powiecie sieradzkim, w okolicach wsi Rososz.
Źródła podają różne dane dotyczące powierzchni zlewni, np.:
- 166,4 km²[3]
- 170,8 km²[4]

Średni spadek podłużny wynosi:
- 1,4‰
- 6,0‰ – na odcinku źródłowym

Na cieku planowana jest budowa zbiornika retencyjnego "Okoń", na terenie Gminy Galewice, w okolicach wsi Okoń, o powierzchni około 15 ha.